# محمد نعيم
محمد نعيم (22 أغسطس 1999 - ) هو لاعب كريكت بنغلاديشي.

## وصلات خارجية
- محمد نعيم على موقع إي آس بي آن كريك إنفو (الإنجليزية)